# 特朗普诉CASA组织案
特朗普诉CASA组织案（英語：Trump v. CASA, Inc.）案号为606 U.S. ___，是美国联邦最高法院审理的一宗案件，核心问题是下级法院法官是否有权发布“普遍性禁令”，从而在全国范围内阻止某项政策的执行。2025年6月27日，最高法院以6比3作出裁决，认定除非为使原告获得“完全救济”所必需，否则发布普遍性禁令超出了司法权的范围。大法官艾米·科尼·巴雷特代表多数派撰写意见书，强调原告获得的“完全救济”与影响所有类似情形的“普遍性救济”是有区别的。
尽管该案并未直接涉及美国出生公民权问题，但其焦点在于几项阻止特朗普总统签署的第14160号行政命令的普遍性禁令，该命令试图重新界定政府对《公民权条款》的理解。三名联邦地区法院法官曾就此发布全国范围的初步禁令，以阻止该命令在诉讼期间生效。
政府向最高法院提起上诉，主张地区法院法官只能针对提起诉讼的特定原告中止政策执行。最高法院将多起上诉合并审理为“特朗普诉CASA组织案”。在裁决中法院对现有禁令发布了部分中止令，仅对案件当事人继续有效。裁决未涉及有关“出生公民权”行政命令的合宪性问题，并保留了原告通过集体诉讼寻求群体性救济的可能性。

## 背景
作为总统候选人，唐纳德·特朗普曾表示将终结美国的出生公民权。在他第二次就职后便签署了第14160号行政命令《维护美国公民身份的意义与价值》，指示行政部门各机构不再承认非法移民或签证持有者所生子女为美国公民，而美国每年大约有15万名此类儿童出生。
该行政命令很快被多项由联邦地区法院法官发布的普遍性初步禁令所阻止。除并入“特朗普诉CASA组织案”的三起案件外，新罕布什尔州法官约瑟夫·诺尔曼·拉普兰特在“印尼社区支持组织诉特朗普案”中也对该命令发布了禁令。截至2025年5月14日，特朗普第二任政府包括上述在内已累计遭遇39项禁令，阻止其实施诸如大规模裁撤联邦雇员、冻结联邦资金和遣返行动等政策。
政府方面认为这些禁令属于司法越权，并主张下级法院法官只能阻止争议政策对具体原告产生影响。根据ABC新闻的报道，尽管争议双方均未就第14160号行政命令的合宪性向最高法院提交意见书，但“有法律学者表示，在不解决特朗普试图重新界定出生公民权这一根本争议的前提下，最高法院可能难以对全国性禁令问题作出裁决。”

## 下级法院裁定
18个州和两个城市（旧金山和华盛顿特区）在马萨诸塞联邦地区法院提起诉讼，案名为“新泽西州诉特朗普”。另有4个州在华盛顿西区联邦地区法院提起第二起诉讼，案名为“华盛顿州诉特朗普案”，第三起诉讼由移民与庇护申请者权益组织“马里兰CASA”与“庇护申请者倡议项目”代表五名孕妇在马里兰联邦地区法院提起。
三地联邦法官均发布初步禁令，禁止该行政命令在全美范围内生效，负责“华盛顿州诉特朗普案”的法官约翰·C·考根诺尔称该命令“明显违反宪法”。政府就禁令提起的上诉分别被第九巡回法院、第四巡回法院和第一巡回法院驳回。

## 美国最高法院
4月17日，最高法院同意审理特朗普诉CASA组织案，将其与特朗普诉新泽西州案和特朗普诉华盛顿案合并，定于5月15日进行口头辩论。在口头辩论中，美国副总检察长D·约翰索尔代表联邦政府，凯尔茜·B·科克伦代表包括CASA在内的移民团体，新泽西州司法部总检察长杰里米·费根鲍姆代表各州。